# Southwest F.O.B.
Southwest F.O.B. was een Amerikaanse psychedelische rockband uit Dallas.

## Bezetting
- Dan Seals[2] (zang)
- John Colley[3] (zang, piano, gitaar)
- Michael 'Doc' Woolbright[4] (basgitaar)
- Larry 'Ovid' Stevens[5] (gitaar)

## Geschiedenis
Dan Seals en John Colley werden bekend door het duo England Dan & John Ford Coley. De band werd opgericht toen ze studeerden op de W.W. Samuell High School in Dallas. Ze scoorden een bescheiden hit met de cover van Smell of Incense van The West Coast Pop Art Experimental Band, landelijk uitgebracht bij Stax Records, een sublabel van Hip Records. De enige lp werd ook Smell of Incense genoemd en werd uitgebracht als een geremasterde, uitgebreide cd bij Sundazed Records. Later succes werd hen niet gegund, zodat de band in 1969 werd ontbonden.
Seals en zijn klasgenoot John Colley, die zich later Coley noemde, formeerden met drie andere studenten van hun school de band The Playboys Five. Ze werden Theze Few, die later overging in Southwest F.O.B. 
Ze waren ook voorband voor Led Zeppelin en Three Dog Night.

## Overlijden
Dan Seals overleed op 25 maart 2009. 

## Discografie

### Singles
- 1968:	Smell of Incense
- 1969:	Nadine
- 1969: As I Look At You
- 1969: Feelin' Groovy

### Albums
- 1968:	Smell of Incense